# The Mirror Trap
The Mirror Trap — британская альтернативная инди-рок-группа, образованная в Шотландии (город Данди). Группа стала набирать популярность после выступлений в качестве разогревающего коллектива Placebo в 2014 и 2015 годах. В 2016 году The Mirror Trap выпустили третий студийный альбом. 11 апреля 2018 года группа объявила о прекращении деятельности под названием The Mirror Trap.

## История
Группа была образована Гэри Муром и его одноклассником Полом Рэйли в Данди в 2009 году. В музыкальном колледже Рэйли познакомился с Майком МакФарлейном, который присоединился к команде в качестве гитариста и соавтора песен. Гэри Мур в то время играл на бас-гитаре и исполнял роль вокалиста. Первое время группа называлась Descartes. Вскоре группе понадобился второй гитарист, и в коллектив позвали Пола Марки, которого раньше видели на своих концертах. The Mirror Trap оставались квартетом до 2013 года, пока не пригласили в состав бас-гитариста Бена Доэрти.
В июне 2011 года The Mirror Trap записали первый альбом The Last Great Melodrama, в который вошло 11 треков. Почти сразу после этого группу замечает Ли Уилки — бывший футболист F.C. Dundee, ставший музыкальным промоутером. Он знакомит музыкантов с Дэйвом МакЛином из Riverman Management, которая также занимается менеджментом Placebo. В итоге уже 25 апреля 2012 года The Mirror Trap впервые выступают на разогреве у Placebo — это происходит в зале HMV Picture House в Эдинбурге. В июле 2012 года The Mirror Trap также дают концерт на одном из крупнейших фестивалей Шотландии — T in The Park. Проведение фестиваля освещает журналист и диджей BBC Scotland Вик Гэллоуэй. В августе он приглашает музыкантов на свой эфир для записи live-сессии. В ноябре 2012 года последовал EP The Visible Hand, включавший 4 новых песни.
В мае 2013 года один из концертов The Mirror Trap в Данди посетил Брайан Молко. Его впечатлило звучание группы, и он пригласил музыкантов принять участие в благотворительном концерте в Лидсе 8 ноября 2013. Сразу после концерта в Лидсе, 18 ноября 2013, выходит сингл American Dreams.
В это время готовится к выходу второй полноценный альбом, который получил название Stay Young. Его предваряет выход сингла Killing Time. Альбом выходит 24 февраля 2014 года, и в этот же период группа получает приглашение сопровождать Placebo во время их летнего турне в России. Тур продолжался 13 дней, в течение которых состоялось 8 концертов — в Новосибирске, Омске, Красноярске, Уфе, Нижнем Новгороде, Екатеринбурге, Краснодаре и Воронеже. Как впоследствии отзывался об этом турне Гэри Мур: «Пятеро музыкантов были сосланы в Сибирь, но вернулись живыми». Тур вызвал у музыкантов массу положительных эмоций: они признавались, что впервые столкнулись с таким обожанием со стороны поклонников. Placebo тоже остались довольны саппорт-командой и пригласили The Mirror Trap сопровождать их следующее шоу — iTunes Festival, который состоялся в Лондоне 23 сентября 2014 года.
В начале 2015 года выходит EP Silent Men, и группа прилагает много усилий для промоушена. К работе привлекается режиссёр и фотограф из Эдинбурга David P Scott: совместно с ним группа снимает видео к песне Little Ease. Клип демонстрируется 21 февраля 2015 перед концертом-презентацией Silent Men в клубе Buskers в Данди. 1 Мая 2015 выходит ещё один клип на заглавную песню — Silent Men.
Весной The Mirror Trap снова сопровождают Placebo — на этот раз в туре по Ирландии и Великобритании. Гэри Мур отмечает, что гастроли проходят великолепно и что это самое длинное турне, в котором группе когда-либо приходилось участвовать. Состоялось 19 концертов, 2 из которых в Ирландии, 3 в Шотландии, тур завершился двумя лондонскими шоу 24 и 25 марта 2015 года. Кроме того, 27 июня 2015 года гитарист The Mirror Trap Майкл MJ МакФарлейн выступает сессионным музыкантом Placebo на фестивале St. Gallen в Швейцарии. После небольшого перерыва группа снова в качестве поддержки Placebo посещает Россию, на этот раз Санкт-Петербург и Москву. В Санкт-Петербурге The Mirror Trap впервые выступают в России с сольным концертом в клубе А2 3 июля 2015. Российские гастроли завершаются 4 июля в Зелёном театре парка им. Горького.
Тем же летом The Mirror Trap успевают выступить ещё на нескольких летних фестивалях в Европе. 11 июля состоялся концерт на Rock Zottegem в Бельгии, 8 августа — на Belladrum Tartan Heart Festival. После этого музыканты объявляют о том, что намерены заняться записью нового альбома, для чего 5 недель осенью 2015 года проводят в Таиланде, на Karma Sound Studios в Паттайе.
В январе 2016 года музыканты и David P Scott записывают видео на новый сингл — New Trance. Съемки проходят в Данди, его окрестностях и частично возле Эдинбурга. В съемках клипа помимо музыкантов заняты их друзья и родственники. Песня New Trance посвящена проблеме влияния гаджетов на сознание людей. Готовый клип публикуют на канале группы в YouTube 3 марта 2015 года.
31 марта The Mirror Trap анонсировали первый сольный концерт в Москве, который состоялся 1 июня 2016 года в клубе 16 тонн.
29 апреля 2016 года в шотландской прессе появилась информация о том, что The Mirror Trap подпишут контракт с лейблом Warner Music Russia. Действительно, альбом Simulations вышел в России 27 мая 2016 года на Warner Music Russia.
10 июня 2016 группа выступила в Токио, в студии Tower Records, с акустическим сетом из 7 песен. В поездке принимали участие только трое участников группы — Гэри Мур, Пол Марки и Майкл MJ. The Mirror Trap выступили полным составом в Токио 21 августа 2016 на фестивале Summer Sonic на Rainbow Stage, а также дали сольный концерт 19 августа в Astro Hall.
9 июля 2016, спустя 4 года, состоялось возвращение The Mirror Trap на фестиваль T in the Park — музыканты выступили на BBC Introducing stage, получив соответствующую информационную поддержку.
В 2017 году у группы было не много живых концертов, так как год посвящен записи нового альбома. Среди концертов, которые группы отыграла, можно отметить выступления в феврале 2017 года вместе с Sandinistas и Sahara (мини-тур по Шотландии), 19 мая группа выступила с акустическим сетом во время фестиваля Dundee Students Union, а 13 августа — на фестивале Carnival56 также в Данди. Как сообщил Гэри Мур, новый альбом должен выйти в 2018 году, но, возможно, некоторые песни выйдут до конца 2017 года.
11 апреля 2018 года на официальной странице группы в Facebook был размещен пост, согласно которому члены группы решили прекратить совместную деятельность под названием The Mirror Trap по причине невозможности двух музыкантов (Пола Марки и Пола Рэйли) продолжать играть в группе постоянно. Также было объявлено о том, что трое остальных членов команды (Гэри Мур, Майкл МакФарлейн и Бен Доэрти) продолжат сотрудничать в рамках нового проекта, название которого пока не сообщается. 17 апреля 2018 года стало известно, что новый проект получил название Echo machine.

## Стиль и влияние
Свой стиль, согласно записи на официальной странице группы в Facebook, музыканты определяют как Alternative Indie Rock n’Roll n' Pop n' New Wave. 

На звучание группы и содержание текстов повлияли: Жан-Поль Сартр, Достоевский, Кафка, Джек Керуак, Queens of The Stone Age, Interpol, SUEDE, Velvet Underground, Radiohead, Kasabian, Magnetic Man, Joy Division, Ryan Adams, Elliot Smith, Rihanna, The Horrors, Nirvana и многие другие.
Влияние Сартра можно оценивать как значительное, поскольку название группы The Mirror Trap взято из романа Жан-Поля Сартра «Тошнота». Цитата: «В ловушку зеркала я уже попадался. Зеркала я избегаю…». Цитата в английском переводе: «A little more and I would have fallen into the mirror trap. I avoided it, but only to fall into the window trap: with nothing to do, my arms dangling, I go over to the window».
Также на формирование стиля The Mirror Trap повлияли другие французские писатели и философы, прежде всего Рене Декарт (в честь которого группа называлась первоначально) и Альбер Камю: The Mirror Trap создали собственный лейбл A Happy Death Recordings, названный в честь романа Альбера Камю «Счастливая смерть».

## Участники
- Gary 'The Panther' Moore — вокал,
- Paul 'Drums' Reilly — барабаны,
- Mickey 'JM' McFarlane — гитара,
- Paul Markie — гитара,
- Ben Doherty — бас-гитара.

Также во время концертов группу периодически сопровождает сессионный музыкант Scott Duffie. В 2014 году он выполнял роль ударника (так как Пол Рэйли сломал руку в феврале 2014 года), в 2015 и 2016 — перкуссиониста и клавишника. В августе 2017 года во время сета на фестивале Carnival56 в Данди место Скотта Даффи за клавишами занял Гарри Кроссан (Harry Crossan).

## Дискография

### The Last Great Melodrama(2011)
Альбом вышел 13 июня 2011 года и включает в себя 11 треков: Lavander Hands, My Alabama, Statues, St Petersburg, Bullets in the Wall, Broken Crown, White Rabbits, Pulse, Vampires, Once a King, The Window. 17 июня 2011 проводится концерт-презентация в клубе Dexters в Данди.

### The Visible Hand EP(2012)
Состоит из 4 дорожек: Future Lionheart, Real Men Shoot First, The Only Way Is Out, She Talks. EP увидел свет 5 ноября 2012 года. Для привлечения внимания публики к мини-альбому в начале октября была запущена промо-кампания в Twitter, для чего заранее был специально создан аккаунт The Visible Hand. Мерч группы также пополнился макетами человеческой руки в натуральную величину с окрашенным в чёрный цвет указательным пальцем. Дизайн руки был разработан местными художниками.

### Stay Young(2014)
Выпущен 24 февраля 2014 года. Состоит из 11 треков: American Dreams, Toys, Killing Time, Waves, Pigeon Chest, Dreamers, Westminster Ghost Story, Bell Street, Future Lionheart, Goodnight Stallion, Fades. Обложку альбома нарисовали Макс Гэббот и Чарли Парсонс, выпускники художественного колледжа Данди Duncan of Jordanstone College of Art and Design. Альбом получает теплые отклики в музыкальной прессе, где отмечают не только уникальность звучания группы, но и остроумие их лирики.

### Silent Men EP(2015)
EP Silent Men выходит в начале 2015 года, и группа прилагает много усилий для промоушена. К работе привлекается режиссёр и фотограф David P Scott: совместно с ним группа снимает видео к песне Little Ease. Клип демонстрируется 21 февраля 2015 перед концертом-презентацией Silent Men в клубе Buskers в Данди. 1 Мая 2015 выходит ещё один клип на заглавную песню — Silent Men.

### Simulations(2016)
Вышел 26 мая 2016 года. Альбом записывался осенью 2015 года в Таиланде, на студии Karma Sound. Первым опубликованным синглом стала песня New Trance. В начале 2016 года стало известно, что альбом выйдет на японском лейбле Vinyl Junkie и будет состоять из 10 треков плюс 3 бонус-трека в японском издании. Несколько песен уже звучат в эфире американского Kroq Radio с подачи легендарного диджея Родни Бингенхаймера. 4 мая 2016 года вышел второй сингл с будущего альбома — Piranhas. Сначала группа презентовала видео, а 11 мая песня была опубликована в Soundcloud и на iTunes. «Piranhas — песня о страхе. У меня была работа, которую я ненавидел, и я начал пить, чтобы не думать о ней. Тогда я чувствовал себя одиноким и беспомощным. Уверен, моя история — далеко не уникальна, ведь с подобным сталкиваются многие. Я понимал, что меня угнетают банальнейшие мелочи; они нападали целым скопом, как пираньи, впиваясь в меня со всех сторон. Эта композиция — исполненный отчаяния крик, предвещающий перемены», — рассказал Гэри Мур. Режиссёром видеоклипа выступил Stuart Breadner (компания Shootback, которая также производила клипы для таких шотландских музыкантов, как Эми МакДональд и Copper Lungs), в съемках были заняты 8 актёров.